# Schleswig-Holsteinisches Künstlerhaus Eckernförde

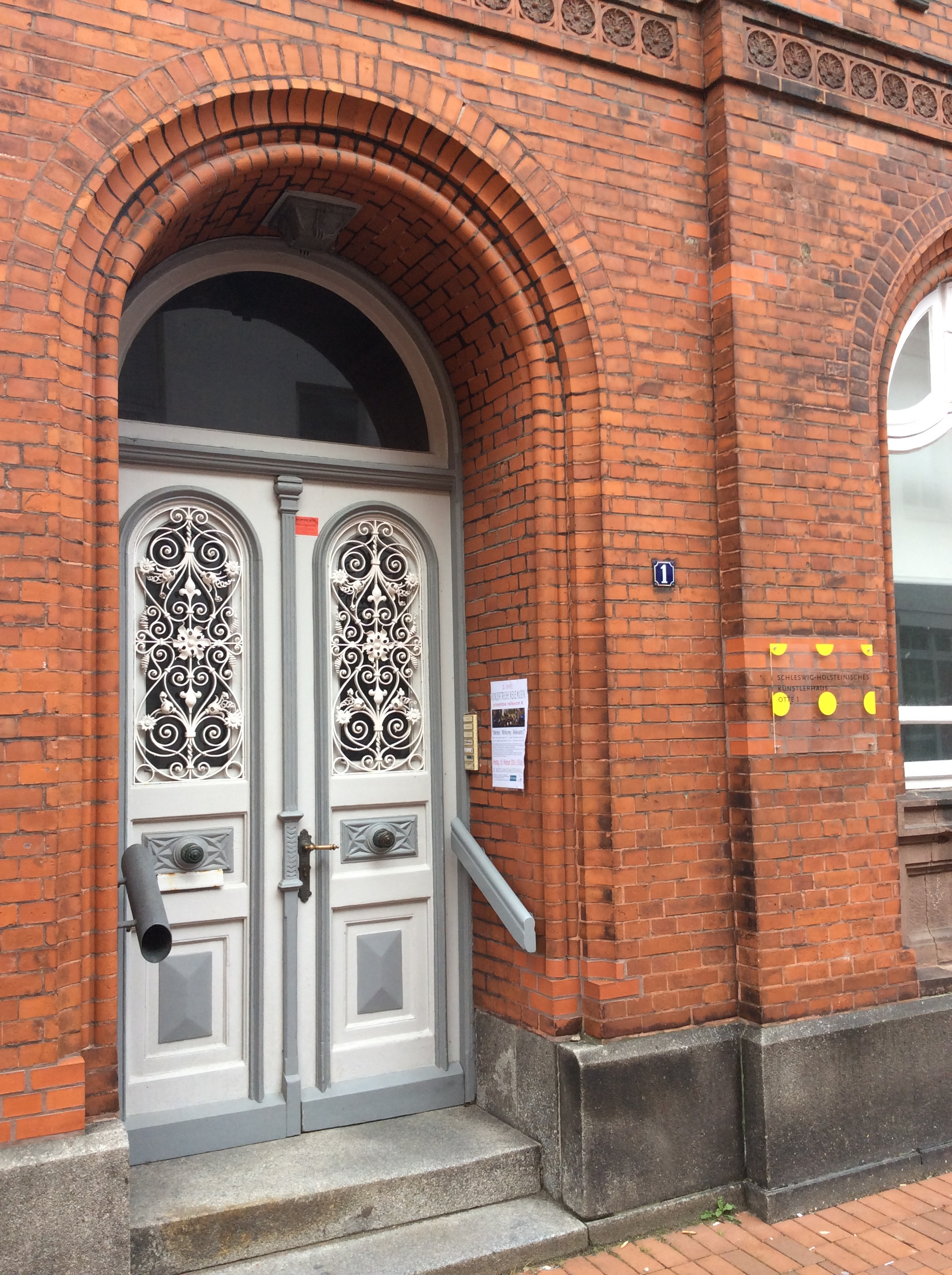
Der Eingang zum Künstlerhaus „Otte 1“ in Eckernförde

Das Schleswig-Holsteinische Künstlerhaus Eckernförde ist ein seit 1998 bestehendes Künstlerhaus in Eckernförde.
Der Kurzname Otte 1, der auch für die Internetdomäne gewählt wurde, geht auf die Adresse Ottestraße 1 des Künstlerhauses zurück.
Es werden Aufenthaltsstipendien für Bildende Kunst, Literatur und Musik vergeben. Seit 2010 vergibt der Förderverein die Landesmittel selbständig.
Die 2010 in Eckernförde entstandenen Fotografien von Pflastersteinen des Künstlers Heiko Neumeister wurden 2012 für das Buch „Selbstbehauptung im Angesicht des Absoluten“ verwendet und waren 2012 auch Thema eines Interviews der Frankfurter Allgemeinen Zeitung.
Der erste Künstler des EU-Projekts „RADIUS research-based art“ in Deutschland war 2008 Jawad Al Malhi, der im Künstlerhaus Eckernförde sein Projekt „kunst feld forschung“ begann.
Das erste Kinderbuch von Carsten Otte „Marte und das Meer“ entstand 2013 im Künstlerhaus Eckernförde.
2012 führte das spanische Bildungsministerium das Künstlerhaus in einer Broschüre als eines von 258 Orten in Europa für Kulturschaffende auf.

## Stipendien
Jedes Jahr vergibt eine Fachjury 27 Monatsstipendien, die auf mehrere Personen aufgeteilt werden. Diese werden vom Kultusministerium des Landes Schleswig-Holstein gewährt und stehen daher unter Vorbehalt der Verfügbarkeit entsprechender Landesmittel. Pro Monat erhält jeder Stipendiat 700 Euro. Seit 2011 ist die Bewerbung ausschließlich über eine Online-Formular möglich. Vorhaben, die sich mit der Stadt Eckernförde und der Region auseinandersetzen, werden bevorzugt.
Das Land Schleswig-Holstein vergibt Aufenthaltsstipendien für Künstler ausschließlich über die Künstlerhäuser in Eckernförde und Lauenburg und die GEDOK Lübeck.

## Wohnungen für Stipendiaten
Das Künstlerhaus hat seinen Sitz in einem alten Backsteingebäude in der Eckernförder Innenstadt unweit der Ostsee. Eigentümerin des Gebäudes ist die Stadt Eckernförde, die das Künstlerhaus 2014 umbauen ließ.
Für die Stipendiaten stehen im Künstlerhaus vier möblierte Ateliers/Wohnungen mit Küche und Bad zur Verfügung. Der Innenhof und der Garten wird gemeinsam genutzt.  Das Künstlerhaus Eckernförde hat im Erdgeschoss einen Ausstellungs- und Veranstaltungsraum. Der Förderverein „Schleswig-Holsteinisches Künstlerhaus e. V.“ zeichnet für den Betrieb des Hauses verantwortlich und organisiert zudem die Kontakte zu anderen Kulturschaffenden.
Im Jahr 2014 wurden von der Stadt Eckernförde 45.000 € in den Umbau des Hauses investiert. Unter anderem wurde die Außenmauer des Ausstellungsraum im Erdgeschoss durchbrochen, so dass nun eine große Menge Tageslicht von der Nordseite in den Raum fällt.

## Geschichte
Als Einrichtung des Landes und Nachfolgeeinrichtung des Künstlerhauses in Selk besteht das Künstlerhaus Eckernförde seit 1996. Vor der Nutzung durch Künstler wurde das Gebäude zunächst zwei Jahre lang aus Mitteln der Landeskulturstiftung für 400.000 DM umgebaut. Die offizielle Eröffnung fand am 17. April 1998 statt.
Das Gebäude wird seit 1996 von der Stadt Eckernförde mietfrei gestellt.

## Auswahl bisheriger Stipendiaten
- Ingrid Becker, 1991
- Benedikt Birckenbach, 1997/1998
- Reinhard Klessinger, 1998
- Gil Shachar, 1999
- Marianne Tralau, 1999
- Gerald Eckert, 2000
- Sebastian Orlac, 2004
- Birgit Rautenberg, 2005
- Larissa Boehning, 2006
- Claudia Gabler, 2007
- Katrin Pieczonka, 2008
- Ilona Stumpe-Speer, 2008
- Akos Doma, 2010
- Clemens Nachtmann, 2010
- Heiko Neumeister, 2010[5]
- Jan Decker, 2011
- Carsten Otte, 2013[17]
- Leander Sukov, 2014
- Heiko Wommelsdorf, 2014
- Luis Sezoes, 2014[14]
- Stefanie de Velasco, 2014
- Jens Eisel, 2016
- Ivan Ferrer-Orozco, 2017
- Anna Korsun, 2020
- Nicholé Velásquez, 2023
- Hed Bahack, 2024